# Tue Rechnung! Donnerwort

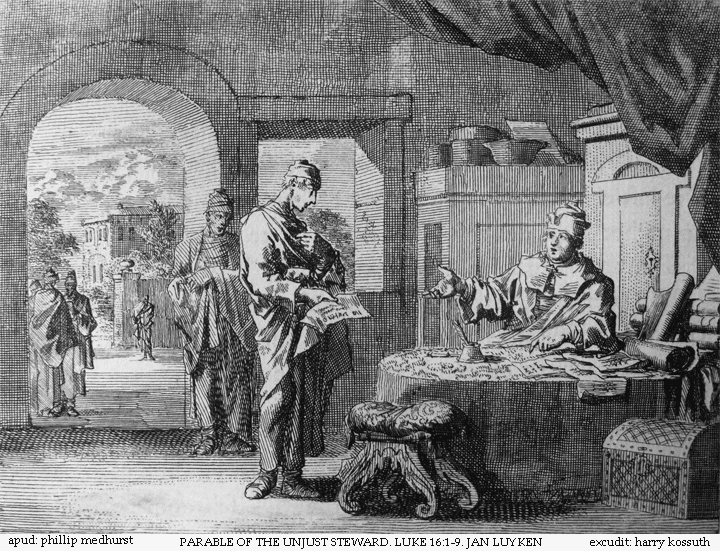
Parabole du mauvais intendant, gravure de Jan Luyken, bible de Robert Bowyer.

Tue Rechnung! Donnerwort (Rends compte ! Parole foudroyante !), (BWV 168), est une cantate religieuse de Johann Sebastian Bach composée à Leipzig en 1725 pour le neuvième dimanche après la Trinité. La pièce fut jouée le dimanche 29 juillet 1725 et, de nouveau à Leipzig, dans la période 1746-1749.

## Histoire et livret
Bach compose la cantate à Leipzig pour le neuvième dimanche après la Trinité comme première cantate de son troisième cycle. Pour cette destination liturgique, deux autres cantates ont franchi le seuil de la postérité : les BWV 94 et 105. Le livret est de Salomon Franck (mouvements 1 à 5) dont Bach a souvent mis en musique les textes au temps où il travaille à Weimar. Il est donc permis de penser que cette cantate soit le remaniement d'une composition de l'époque de Weimar bien que rien ne vient étayer cette hypothèse. Franck publie le texte de Tue Rechnung! Donnerwort à Weimar en 1715 dans les Evangelisches Andachts-Opffer et Bach l'aurait probablement utilisé à l'époque n'était la période de deuil pour le jeune prince Johann Ernst de Saxe-Weimar.
Le thème du chœur est repris du psaume « Herr Jesu Christ, du höchstes Gut ». Cette mélodie se trouve dans les psaumes de Görlitz en 1587 et de Dresde en 1593. Le chant de Görlitz s'appelle « Harmonia hymnorum ». On ne sait qui en était le compositeur.
Les lectures prescrites pour ce dimanche sont de l'Épître aux Romains, un avertissement contre les faux dieux et la consolation dans la tentation(10; 6–13) et de l'évangile selon Luc, la parabole du mauvais intendant (16; 1–9).
Le texte de Franck est étroitement lié à l'évangile, à commencer par une paraphrase du verset 2 dans l'aria d'ouverture. La situation du serviteur injuste est généralisée, il est considéré comme désirant que montagnes et collines lui tombent sur le dos, comme mentionné en 23=30. Franck utilise des termes monétaires explicites pour parler de la dette, comme Kapital und Interessen (« capital et intérêt »). Un tournant est atteint au 4e mouvement qui se réfère à la mort de Jésus qui « a annulé la dette ». La cantate se conclut avec la sixième strophe du cantique Herr Jesu Christ, du höchstes Gut (1588) de Bartholomäus Ringwaldt. Bach a traité l'ensemble du choral l'année précédente dans sa cantate chorale Herr Jesu Christ, du höchstes Gut, BWV 113, pour le onzième dimanche après la Trinité.

## Structure et instrumentation
La cantate est écrite pour deux hautbois d'amour, deux violons, alto et basse continue, quatre solistes (soprano, alto ténor, basse) et chœur à quatre voix.
Il y a six mouvements :
1. aria : Tue Rechnung! Donnerwort, basse
2. récitatif : Es ist nur fremdes Gu, was ich in diesem Leben habe,  ténor
3. aria : Capital und Interessen meiner Schulden, ténor
4. récitatif : edoch, erschrock'nes Herz, leb' und verzage nicht», basse
5. aria : Herz, zerreiss' des Mammons Kette, soprano et alto
6. chœur : Stark' mich mit dienem Freudengeist

## Musique
Christoph Wolff note : « Bach traduit la poésie baroque de Franck en une forme musicale extraordinairement prenante. L'écriture virtuose des cordes dans l'aria d'ouverture prépare et fait ressortir le « mot de tonnerre qui peut briser même les roches » (Donnerwort, das die Felsen selbst zerspaltet) articulé de façon énergique et qui « glace le sang dans le dos » (Blut erkaltet) ».
Le récitatif constitue le premier mouvement repris par tout l'orchestre. Les hautbois jouent d'abord de longues cordes, mais finalement illustrent de façon figurée le texte qui parle de renverser les montagnes et de l'« éclair de son visage ». Le choral de clôture est une disposition pour quatre voix.

### Sources
- (de) Alfred Dürr, Die Kantaten von Johann Sebastian Bach, vol. 1, Bärenreiter-Verlag, 1971 (OCLC 523584)
- Christoph Wolff, « The transition between the second and the third yearly cycle of Bach’s Leipzig cantatas (1725) » [PDF], bach-cantatas.com (consulté le 15 août 2011)
- « Herr Jesu Christ, du höchstes Gut / Text and Translation of Chorale », bach-cantatas.com, 2006 (consulté le 15 août 2011)
- « Chorale Melodies used in Bach's Vocal Works / Herr Jesu Christ, du höchstes Gut », bach-cantatas.com, 2006 (consulté le 15 août 2011)